# زک پرچس
زَک پرچس (انگلیسی: Zac Purchase؛ زادهٔ ۲ مهٔ ۱۹۸۶) قایقران روئینگ اهل بریتانیا است.